# Maricopa (Californië)
Maricopa is een plaats (city) in de Amerikaanse staat Californië, en valt bestuurlijk gezien onder Kern County.

## Demografie
Bij de volkstelling in 2000 werd het aantal inwoners vastgesteld op 1111.
In 2006 is het aantal inwoners door het United States Census Bureau geschat op 1154, een stijging van 43 (3,9%).

## Geografie
Volgens het United States Census Bureau beslaat de plaats een oppervlakte van
3,9 km², geheel bestaande uit land. Maricopa ligt op ongeveer 236 m boven zeeniveau.

## Plaatsen in de nabije omgeving
De onderstaande figuur toont nabijgelegen plaatsen in een straal van 24 km rond Maricopa.